# Тик, Людвиг
Лю́двиг Ио́ганн Тик (нем. Johann Ludwig Tieck; 31 мая 1773[…], Берлин[…] — 28 апреля 1853[…], Берлин[…]) — немецкий поэт, драматург, переводчик, один из ключевых представителей литературы «золотого века» немецкого романтизма. Его главные произведения — романы «Вильям Ловель» (1795—1796), «Странствия Франца Штернбальда» (1798), «Виттория Аккоромбона» (1840).

## Биография
Людвиг был сыном канатного мастера. Младший брат Людвига — Кристиан Фридрих — популярный скульптор, сотрудничавший с Шинкелем. В 1792—1795 годах Людвиг учился в университетах в Галле, Эрлангене и Гёттингене. Друг Вильгельма Ваккенродера и Новалиса. В 1799—1800 годах член йенского кружка романтиков.
Первое значительное произведение — роман в письмах «Вильям Ловель» (1795—1796). Переделка и стилизация средневековых «народных книг», идеализирующая патриархальный мир, — сборник «Народные сказки Петера Лебрехта» (1797). Эстетические взгляды изложены в философско-историческом романе «Странствия Франца Штернбальда» (1798).
Пьесы-сказки «Кот в сапогах» (1797), «Принц Цербино» (1799), «Мир наизнанку» (1799), «Синяя Борода»; сказки-новеллы «Абрагам Тонелли» (1798), «Шильдбюргеры» (1796) и др. — романтические сатиры в стиле комедий Карло Гоцци. Сюжеты «Романтических поэм» (1799—1800) позднее использовались Э. Т. А. Гофманом, Г. Гейне, Р. Вагнером.
Автор исторических повестей «Мятеж в Севеннах» (1826) и «Молодой столяр» (1836) из жизни Камоэнса; переводчик «Дон Кихота» Сервантеса и драм Шекспира, автор работ о театре и драматургии.

## Творчество
Тик занимался переводами совместно с Августом Шлегелем, переводил Шекспира. Тик считал, что переводы нужны для создания образцов нового искусства.
«Кот в сапогах», 1797, — пьеса-насмешка над всем классицистическим пониманием искусства. Ирония — форма парадоксального, она одновременно отрицает общепризнанное и предполагает новую истину. Всё привычное, конечное становится текучим, исчезают границы. В основе иронии игра. Художественный мир пьесы состоит из нескольких сфер: кот и хозяин. Кот становится философом, который критически оценивает способности своего хозяина. Вторая сфера — зрители, которые комментируют то, что происходит на сцене. Третья сфера — это актёры, которые комментируют свои роли, оценивают пьесу и драматурга. Четвёртая сфера — драматург, которому надоело это слушать. В пьесе разрушается грань между сценой и реальной жизнью, иллюзия жизни на сцене разрушается.
В крупном эпическом жанре Л. Тик — автор двух романов. «Странствия Франца Штернбальда» 1798 года — образец ранне-романтического романа. Главный герой — художник, энтузиаст, для которого нет других ценностей кроме искусства и который всю свою жизнь посвятил служению искусству. В романе появляется знаменитый художник немецкого Ренессанса А. Дюрер, а Франц Штернбальд — это его любимый ученик. Франц, обучившись, отправляется в путешествие из Германии в Италию. Это странствие духа, духовное обогащение и даже смена мировоззрения (в Италии Франц переходит из лютеранства в католицизм). Роман является соединением самых разных жанровых форм: сонет, стихотворение, лирический монолог, живописная или архитектурная зарисовка, переписка, и каждый фрагмент связан с какой-то темой, идеей. Очень важны встречи с разными людьми. Любовь — это, что позволяет лучше почувствовать искусство. Этот роман — пародия на рациональный, просветительский роман (пародия на Гёте), и в то же время пародия на романтический роман, то есть — самопародия. С точки зрения Тика, не может быть никакой законченной формы.
Перу Тика принадлежит роман «Виттория Аккоромбона», посвящённый трагической судьбе Виттории Аккорамбони (1557—1585, Падуя), знаменитой итальянской красавицы конца XVI века, в замужестве герцогини Браччиано.